# Kontrowers (województwo łódzkie)
Kontrowers – kolonia w Polsce położona w województwie łódzkim, w powiecie łęczyckim, w gminie Grabów.
Do 2023 miejscowość była częścią wsi Ostrówek.